# Gabe Nava
Gabriel Antonio Nava, detto Gabe (El Paso, 22 marzo 1952 – Albuquerque, 10 settembre 1981), è stato un cestista messicano.

## Carriera
Con il Messico ha disputato i Giochi olimpici del 1976.